# イル＝モレーヌ
イル＝モレーヌ （Île-Molène、ブルトン語:Molenez）は、フランス、ブルターニュ地域圏、フィニステール県のコミューン。主として県西海岸、イロワーズ海に浮かぶモレーヌ島からなる。小さな島で構成されるモレーヌ諸島にモレーヌ島も含まれているが、モレーヌ島を除く大半がル・コンケに属している。

## 地理

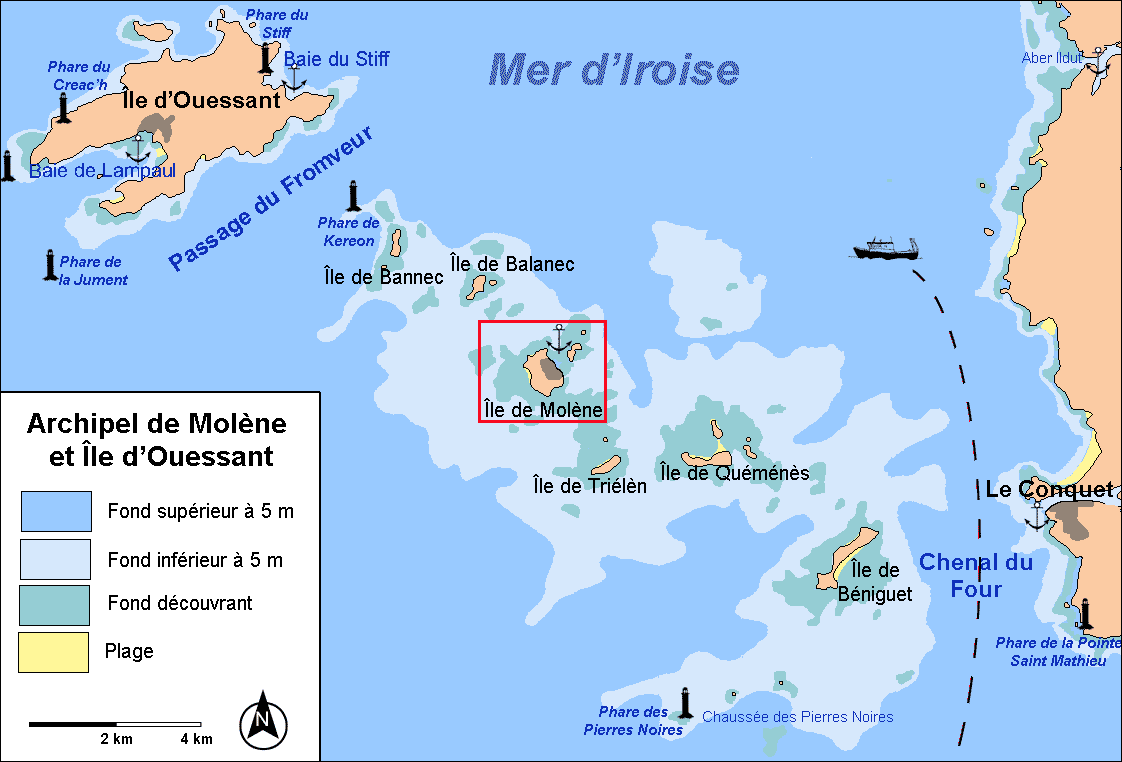
モレーヌ島

フィニステール県本土の西約15kmの沖合に浮かぶ、モレーヌ諸島の中心となる島がモレーヌ島である。面積は約72ヘクタール、標高の最も高い地点は26mである。『そこには確固たる水源がなく、数箇所の井戸しかない。水は常に汽水である。』と、1889年にバンジャマン・ジラールは述べている。
整備された町と港は島の東側に位置し、干潮になると干潟でつながる小島Ledenez Vraz（fr）が海から守っている。島の西側はウェサン島に面しており、ブルターニュらしい風景が広がる。
モレーヌ諸島と同様に、モレーヌ島は顕著で脆弱な環境を持っているが、一帯の生物多様性が豊かであるため、1988年にイロワーズ海および近隣のウェサン島、サン島とモレーヌ諸島と共にユネスコの生物圏保護区に指定された。

### 島の家系
他の小さな島と同じように、他から孤立した島であるため同族結婚が盛んに行われ、一部の姓は現在も島で主流となっている。例として、キュイヤンドル（Cuillandre）、テュアル（Tual）、ル・ブース（Le Bousse）、マソン（Masson）、カン（Cam）、ロシェ（Rocher）、デュボスク（Dubosq）、ビダン（Bidan）である。

## 由来
モレーヌ（Molène）とはブルトン語の名称Molenezからきている。ブルトン語のmoal（不毛の）とenez（島）から構成された名である。しかし上記の解釈は、島の名をMoul-Enez（乳首の形の島）と解釈するシャルル・コルビーが否定している。これは古いケルトの言葉、muliまたはmul（小さな丘または乳首）とenezからなる名称であるという。

## 歴史

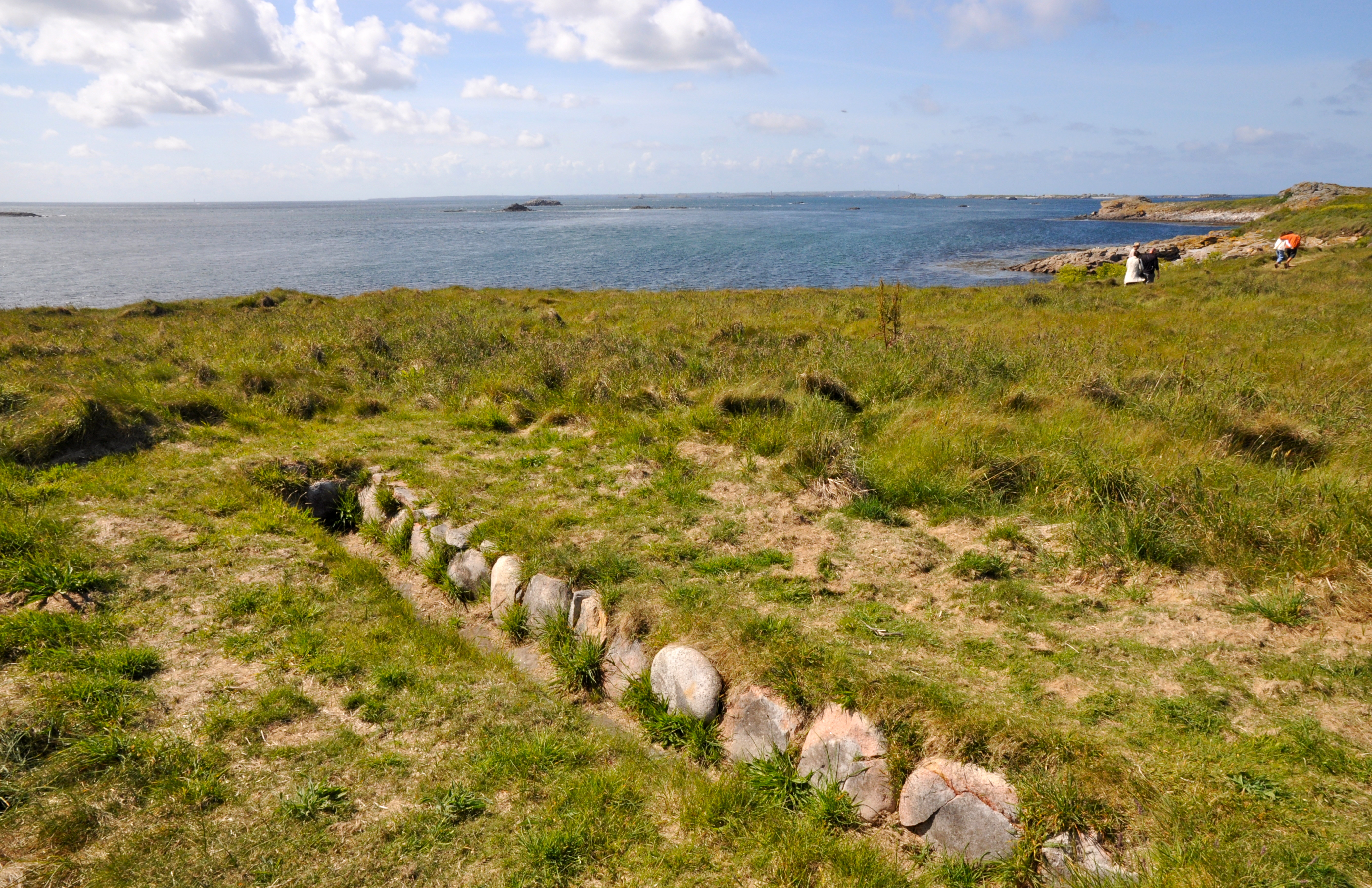
遺跡

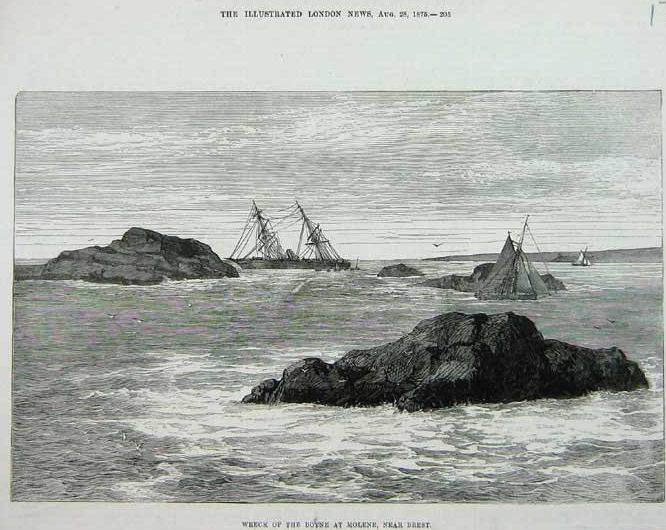
1875年、RMS Boyne難破の様子

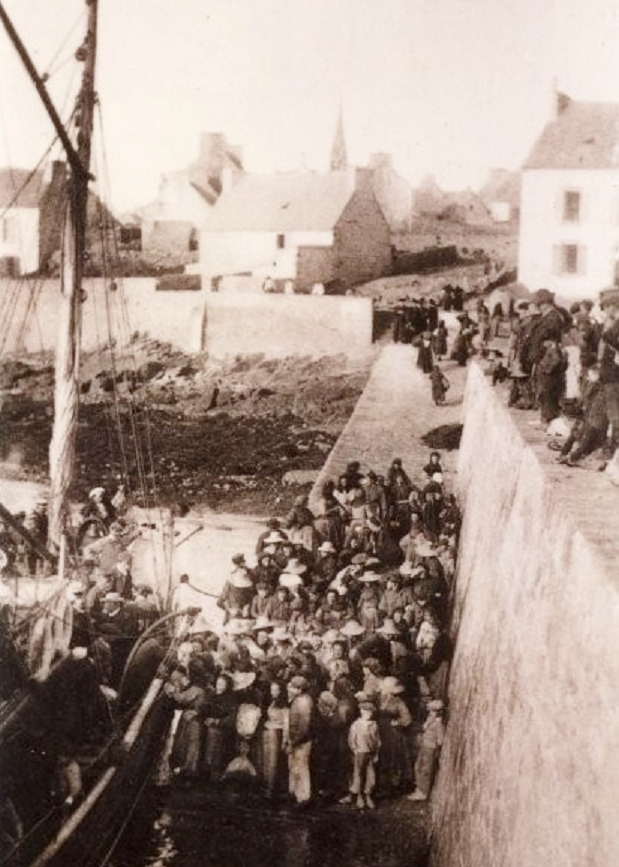
1920年代、モレーヌに船が接岸する様子

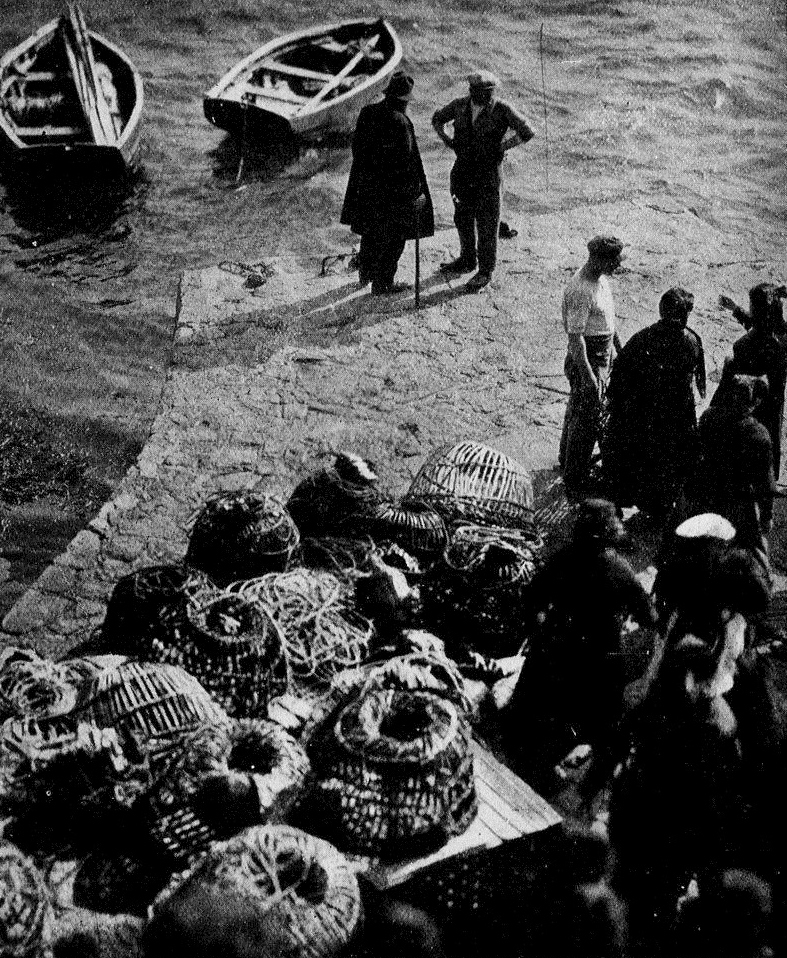
1925年に撮影されたモレーヌのロブスター漁の様子

モレーヌ島の聖職者であったロシュエル師はウエスト・エクレール紙の記者にこう語った。
『公文書はかつて焼かれてしまった。古い墓石、これらの目印は考古学的な道先案内となるものである。教会の布石や道の距離が長いからである。年月のために刻まれた文字は失われ、その存在を認識すべきメンヒルなどが曖昧になって、漁師には重荷になっている。腕木信号所の建設で発掘された広大な埋葬地は、迅速な発掘作業が求められたため細心の観察ができなかった。』

### 古代
島南西部にあるBeg-ar-Loued遺跡を証拠とするように、モレーヌ島には新石器時代から人が定住していた。遺跡からは考古学的発掘物として、この時代に石垣でつくられた人家、そして5本の立石が発見された。様々な巨石記念物（メンヒル、ドルメン、ストーン・サークル、埋葬用の房、円状の砦）が発見されている。これらはモレーヌ諸島独特のもので、20世紀初頭にポール・デュ・シャトリエによって研究された。

### 中世
モレーヌ島はサン・マチュー修道院の影響下にあり、フランス革命後にはサン・ポル・ド・レオン司教区に加えられた。

### 近代
ケルダフレ神父は17世紀初頭、モレーヌ島とウエサン島についてふれている。『聖職者の無能さと怠慢によって、住民は無知な状態におかれた。多くの住民人は、どのように神を持つのか、この質問に答えられないほど、深刻であった。』
有名な説教師ミシェル・ノブレツはウェサン島に滞在した後モレーヌ島を伝道し、いくらかの成功を収めた。
1775年、モレーヌ島の教区主任司祭はレオン司教ジャン・フランソワ・ド・ラ・マルシュに宛てて以下のような書簡を送った。
『貧困と不幸のどちらを取り除きますか？猊下、神の摂理は私たちや、非常に高貴な貴族や紳士方、国を代表する著名人たちに王侯のような慈悲と寛大さを与えています。私はこれ以外のものを示されたことがないのです。猊下以外に、私たちは私たちに言葉をかけ関心を向けてくれる人を知りません。』
この訴えは効果があった。司教ド・ラ・マルシュは『悲惨なモレーヌの人々に』いくらかの付与金を授けたのである。

### フランス革命
幾人かのモレーヌ出身者がアメリカ独立戦争で戦った。イヴ・マソンとジャン・ルイ・ル・ギルシェはエスタン提督の艦隊に属し、イヴ・マレズ（1782年12月戦死）とニコラ・マゼ（1782年3月戦死）はグラース伯爵の艦隊に属していた。
ヴァンサン・マソンとルイ・ル・ギルシェはモレーヌ島代表の代議員で、ブレストのセネシャルのもとで開催された三部会総会に出席していた。2人は1789年4月8日付の第三身分陳情書の起草に関与した。

### 19世紀
1832年、モレーヌ島でコレラが流行し18人の死者が出た。1877年にはチフスに70人以上が感染した（当時の島の人口は約500人であった）と報じられ、『漁業は健康な者が足りず投げ出されている。チフス感染者のいない家はない。貧困が広まっている。様々な説明会が不幸な島のために開催された。県の海兵将校はこの時期に船医を派遣した。プロヴィデンス会の2名の修道女を伴っていた。』
1876年から1877年にかけ、チフスの流行は島を苦しめ、感染した178人の島民のうち12人が亡くなった。モレーヌ島のほとんどの女性が、伝染病に罹患する親戚や友人を目撃していた。
ラ・プレス紙（fr）はこう報じている。『モレーヌ島を訪れた人の話では、島にはチフス患者のいない家庭は一軒もない。作業のできる健康な者が足りないため漁業は放棄されて、貧困層の様子は悪化している。県の海軍将校はこうした不幸な人々を支援する用意をしている。彼は島に船医を送り、港に停泊したスフルール号で行政サービスを行うようにした。』
1893年、再びモレーヌ島はコレラ流行にみまわれ、近くの小島トリレン島もその被害にあった。1893年10月13日、ル・ゴーロワ紙は以下の記事を掲載した。『海の只中で迷子のように浮かぶモレーヌ島では、死亡率が恐ろしい程になっている。島の人口はまばらになった。死者を納める柩を作るため、建設中のキリスト教学校の屋根が壊されていたのである！ある日には、モレーヌ島の善良な司祭が、自ら墓穴を掘っていた。大工や墓掘り人が病気か、死亡してしまっていたのである！そして今、支援のされない高齢者と、パンの与えられない孤児が島にいる。島の教区主任司祭ルジューヌ師は、金持ちに対して憐れな教区の人々に手を差し伸べるよう頼んでいる。』
1893年のコレラ流行では、人口わずか500人ほどのモレーヌ島で54人の死者が出た。海藻を燃やして苛性ソーダの原料を製造していた、人口約25人のトリレン島では14人が死亡した。
1889年、バンジャマン・ジラールはこのように述べている。『島の土地の一部では耕作が行われ、ジャガイモとライムギが収穫される。しかし農産物では住民を養うのに不十分で、甲殻類や魚をとったり、苛性ソーダを作って別の収入を得なければならない。島には地籍簿がなく、税金が免除されている。30隻の漁船が停泊する港は、1867年に完成した長さ75mの防波堤に守られている。男子学校と女子学校が現在もある。』
1872年に政治家テオフィル・ド・ポンペリーがモレーヌ島とサン島についてふれた記述から判断すると、生活環境は徐々に改善していったものの、19世紀後半には貧困率が非常に高いままだったとみられる。『かつて、これらの島々の住民は生活していくが精一杯だったし、時の政府は島民たちにすこし傷みの見え始めた食品を海軍から供給させて、生活の足しにさせていた。今日では、彼らは政府を支援しようとしている。彼らは良い生活を送っており、茶色のパンにかわって白いパンを食べている。』

### 海の難所
ウェサン島の端にあるモレーヌ島は、有史以来恐れられる海域であった（『モレーヌ島を見た者は己の苦痛を知る』ということわざがある）。島の周囲では数多くの船が難破したが、最も強い印象を残したのはオーシャン・ライナーのドラムンド・カースル号（fr）の遭難である。1896年6月16日の夜、ピエール・ヴェルト（Pierres Vertes、緑の石）と呼ばれる岩に船底を打ち付けた後、フロムヴール水道（ウェサン島とモレーヌ島の間）に船は約15分で沈没した。ほとんどがイギリス人であった361人の乗客乗員のうち、生存者は3人だけであった（乗客248人、乗員113人）。モレーヌ島民たちは救難作戦中に卓越した働きをし、島に打ち上げられた多くの遺体を手厚く扱った。これをヴィクトリア女王が感謝し、300 m3の容量がある真水を備蓄するタンク、時計、そして島の教会のために宝石で飾られた金製の聖杯を贈った。
1996年、ドラムンド・カースル号沈没事故100年の記念行事がモレーヌ島とウェサン島で開催された。イギリス女王エリザベス2世は友情と感謝の印として、モレーヌ島民にイギリス旗を贈った。

### 20世紀
1908年、島に腕木信号所が開設された。1921年8月、島に郵便局が開局した。1924年1月9日に起きた高潮ではモレーヌ島にそれほど被害は及ばなかった。しかし島の西側にある唯一の住宅がひどい被害を受けた。1928年4月に元海軍医のトリカール医師が亡くなって以降、島に駐在する医師はいなかった。トリカール医師はモレーヌ島に埋葬されている。
1937年、ウエスト・エクレール紙の記事によれば、モレーヌでの漁業は33隻の船と23隻の帆船で行われ、153人の船乗りが関わっていた。200世帯が漁業を唯一の生業としていた。年間で稼ぐ収入の最高額は4500フランだったが、いくつかの船の所有者は2500フランを超えることがなかった。冬場は特に悲惨であった。幼い子供を抱えた多くの世帯は、ほとんどの漁港がそうであったように、年老いた親の年金に頼って生活していたのである。
それでも20世紀半ば以降、砂浜や潮間帯がそれぞれの世帯ごとに海藻（chondrus crispus）を採集する区画に分けられた。島民はこの海藻をピオカ（pioka）と呼び、日光に当てて乾燥させてから、本土の工場に売っていた。

### 第二次世界大戦後
1961年以降、ウェサン島、サン島、モレーヌ島へ週に2度ヘリコプターで郵便物が運ばれるようになった。1963年、港に新たに長さ80mの防波堤が建設された。新しい防波堤は、43mの長さのところで、1864年から1867年にかけ建設された古い防波堤（長さ75m）と接続された。1975年に桟橋を守るための防波堤が建設され、客船はドックに直接接岸できるようになった。しかしこの防波堤は1984年の嵐で一部が破損し、再建された。他に2008年3月10日にも嵐が発生し、フェリー・ターミナルや埠頭にあった船が損傷した。
1995年、モレーヌ生まれのジョー・ル・ゲンは大西洋をボートで横断した。

## 島の生活
モレーヌ島民は長い間太陽時を採用し、フランスが公式に採用している中央ヨーロッパ夏時間を拒絶してきた。しかしこの姿勢はレストラン『Kastel Swann』（常に太陽時を採用。すなわち大陸時間と異なり夏には2時間ずらす必要がある）を除いて、今はまれなこととなっている。

### 人口統計
| 1962年 | 1968年 | 1975年 | 1982年 | 1990年 | 1999年 | 2006年 | 2010年 |
| ------ | ------ | ------ | ------ | ------ | ------ | ------ | ------ |
| 596    | 527    | 397    | 330    | 277    | 264    | 221    | 208    |

参照元:1999年までEHESS、2000年以降INSEE
島の人口は1936年の673人が最大で、以後は急激に減少している。島は過去79年間で460人も人口が減り、今では1793年時点よりも少なくなっている。1962年から1990年の28年間の減少幅は最も大きく、319人の人口が減少した。平均で毎年11人減っていることになるが、21世紀に入って最初の10年間は人口減少が鈍化した。若者が島を離れることが原因の1つだが、他に自然増加がないことが挙げられる。高齢化のため出生率より死亡率が高いのである。2001年から2010年までの期間の出生は18人であったが、死亡は41人だった。2009年時点での総人口において、20歳未満の若者が占める割合は11.8%であったのに対し、65歳以上は35.1%であった。

## 経済

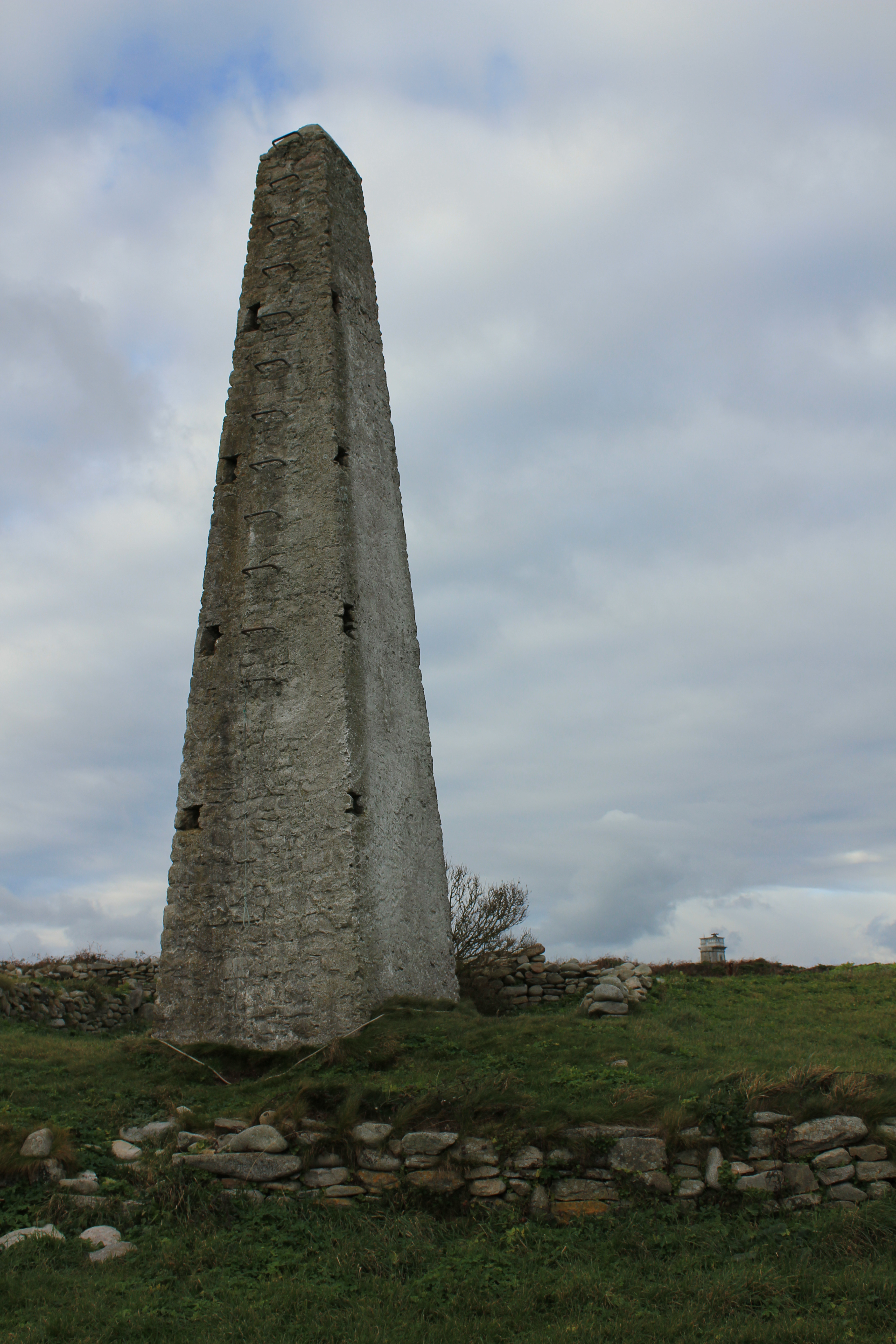
モレーヌの海標

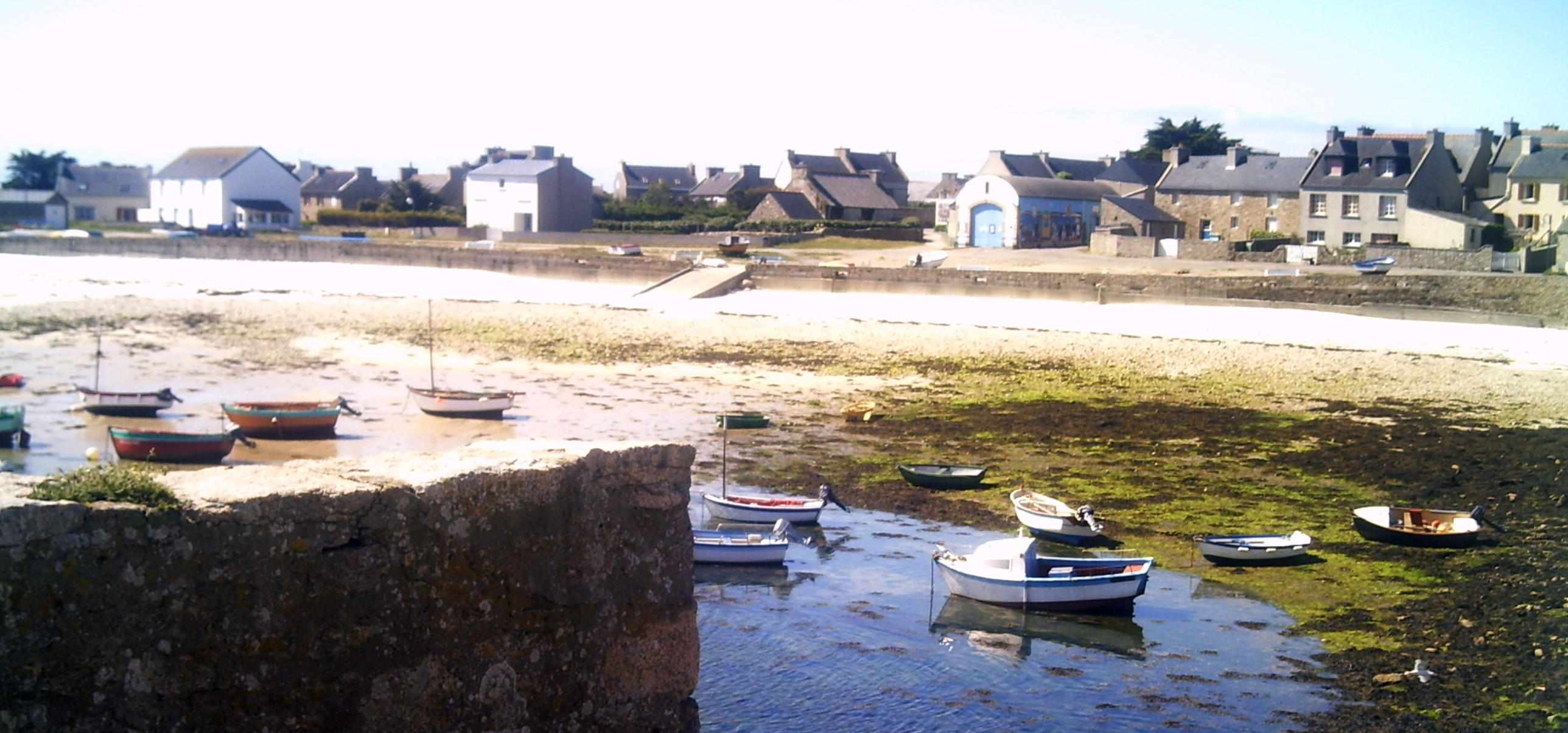
干潮時のモレーヌ港

かつてモレーヌの港は相対的に広かった。現在は限られた活動にしか用いられない。モレーヌ島には小さなスーパーマーケット、タバコ店、郵便局がある。観光客の流れは隣のウェサン島とは比較にならないが、増加傾向にある。モレーヌ島にはホテルが1軒、バーとレストランが2軒ずつある。

### 固定資産税の免除
イル＝モレーヌは、住民税納税が免除されている国内の3コミューンの1つである。モレーヌ島とサン島の住民は不動産税が非課税となっている。これらの島々に不動産を持つ非居住者も拡大されて非課税となっている。

### 水とエネルギー
水は1 500 m3もの集水域によって回収される。ほとんどの住宅は雨水を貯めておくタンクを備えている。島にはディーゼル発電機があり、島独自に発電を行っている。

### 交通
島は毎日ブレストとル・コンケの区間をCompagnie Maritime Penn-Ar-Bedの定期船がつないでいる。夏には路線数が増え、一日あたり5回にまで達している。
島ではいくつかの自動車やトラック輸送による物資運搬が可能になっているが、島内観光は距離の短さから徒歩で行われている。

### 医療
モレーヌ島には診療所があり、毎週本土から医師がやってくる。公施設法人である県消防局（fr）第29支部や、救命艇Jean Cam号を持つボランティア団体である海難救助全国協会（fr）のモレーヌ支部が、島の救命救急の手段となっている。このように緊急の場合、負傷者は問題の緊急性に応じヘリポートを経由してヘリコプターや、消防士の車両で輸送され、救命艇で本土に運ばれる。

## 建築物
- サン・ロナン教会 - 幾度か立て直されており、現在の建物は1882年からのものである[36]。15世紀のフランス派が描いた聖母子の画が飾られている。聖ロナンのパルドン祭りが毎年6月1日に行われている[37]。
- 腕木通信所 - 1983年以降使われなくなった通信所は救命艇の施設となり、模型や歴史的文書を一般公開している。

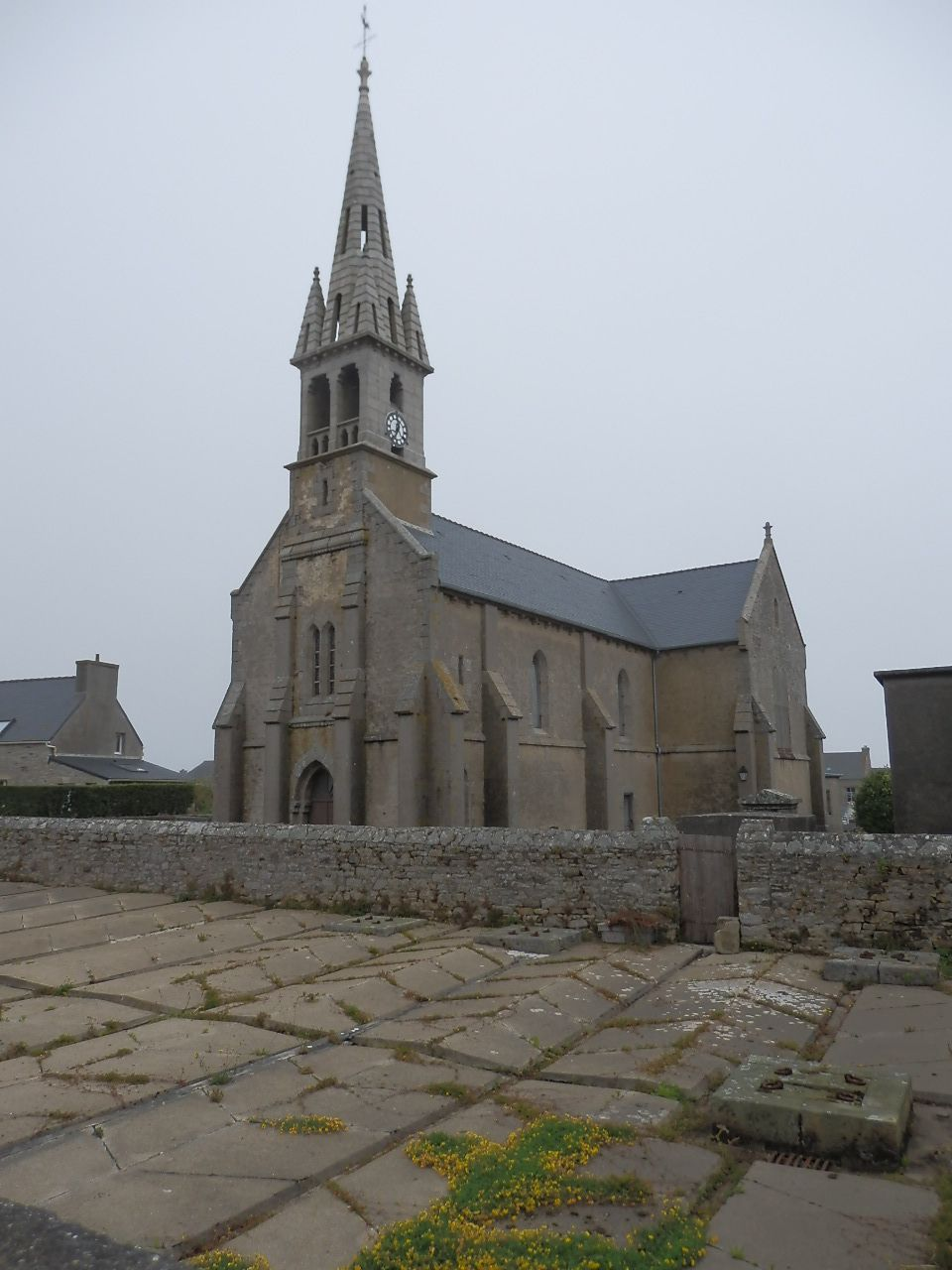
サン・ロナン教会
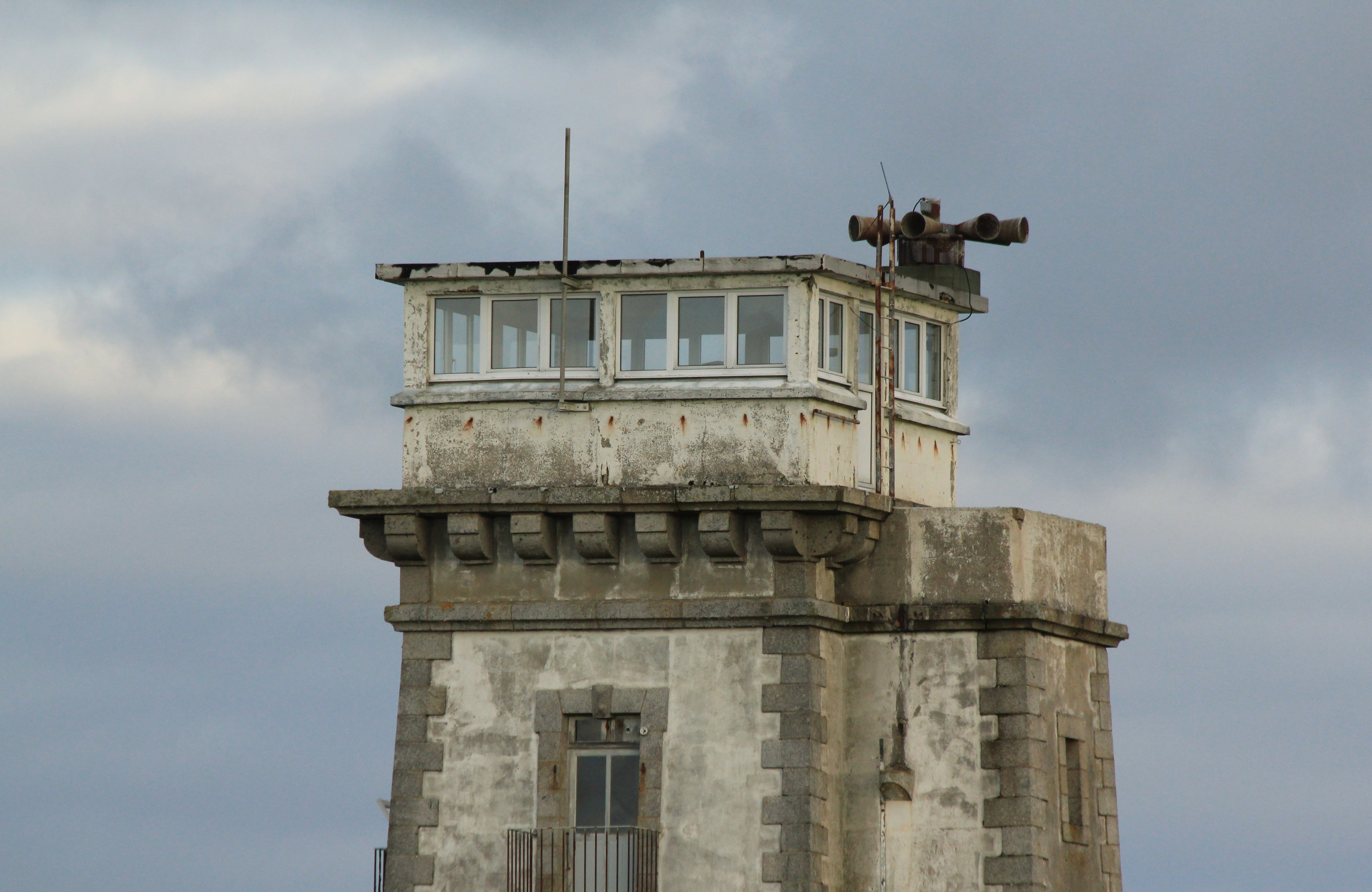
腕木通信所

## ゆかりの人物
- ミシェル・コロルール - 1893年、モレーヌ島で誕生。モレーヌ島とウェサン島の間のフロムヴール水道にある、ケレオン灯台の灯台守で、第一次世界大戦のクロワ・ド・ゲール勲章（fr）受勲者。救命艇コルマン号、ジャン・シャルコ号のオーナーであった。レオカディー・マソンと結婚し、10人の子がいた。1940年6月19日から始まった、イギリスからのド・ゴール将軍の呼びかけに応じて、当時18歳だった自らの息子や他の島民たちと一緒にイギリスへ渡った。1942年3月12日、コーンウォール、ペンザンスにあった自由フランス軍の軍病院で死去。